# Arie de Jong
Adrianus Willem Egbert „Arie” de Jong  (n. 21 iunie 1882, Plantungan⁠(d), Blora⁠(d), Jawa Tengah, Indonezia – d. 23 decembrie 1966, Haga, Olanda de Sud, Țările de Jos) a fost un scrimer neerlandez care a practicat cele trei arme: floreta, spada și sabia. A participat la șase ediții a Jocurilor Olimpice, inclusiv Jocurile Intercalate din 1906, cucerind cinci medalii de bronz. A fost și dublul campion internațional la sabie în 1923 și în 1924.